# Snowy Point
Snowy Point är en udde i Antarktis. Den ligger i Östantarktis. Nya Zeeland gör anspråk på området.
Terrängen inåt land är kuperad åt nordost, men åt sydväst är den platt. Trakten är glest befolkad. Närmaste befolkade plats är Enigma Lake Station, 13,7 kilometer sydost om Snowy Point. 